# Populus tremuloides
El álamo temblón (Populus tremuloides), llamado como el Populus tremula europeo, es un árbol caducifolio perteneciente a la familia de las salicáceas. Alcanza hasta 35 m de alto. Su corteza es gris oscuro con surcos. Sus ramas son de color marrón rojizo. Sus hojas son caducas y son redondeadas con dientes en los márgenes y con glándulas resinosas no muy evidentes, en el envés son ligeramente blancas. Las flores son pequeñas y crecen en estructuras alargadas denominadas amentos. Habitan desde el nivel del mar hasta los casi 4000 metros de altitud, desde América del Norte hasta el Norte del Valle de México.

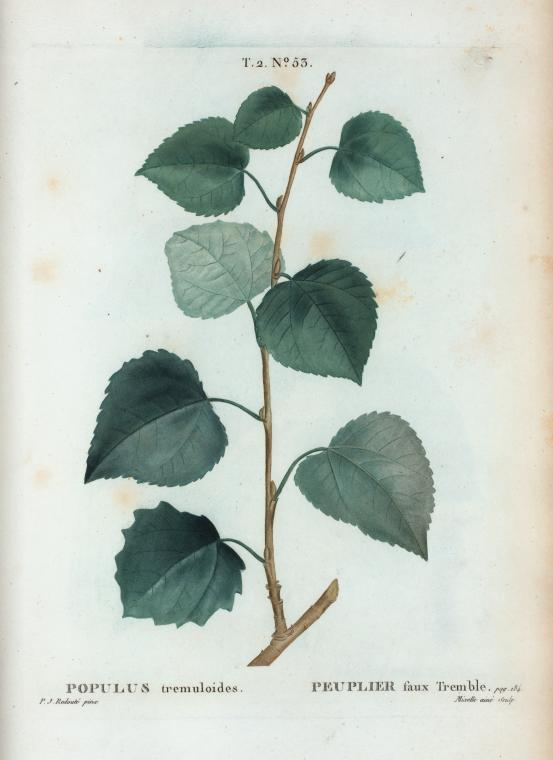
Ilustración

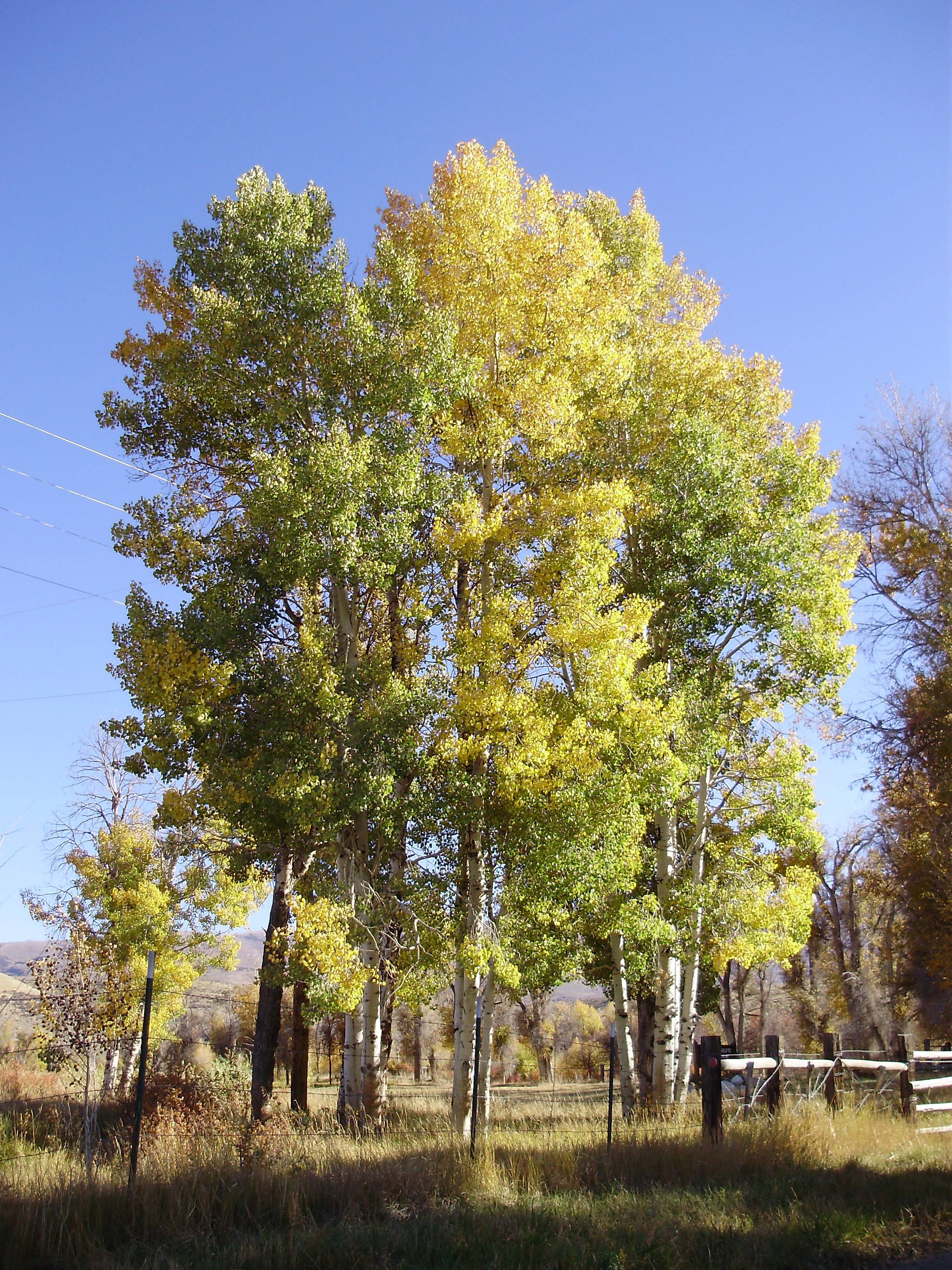
Vista de un ejemplar adulto

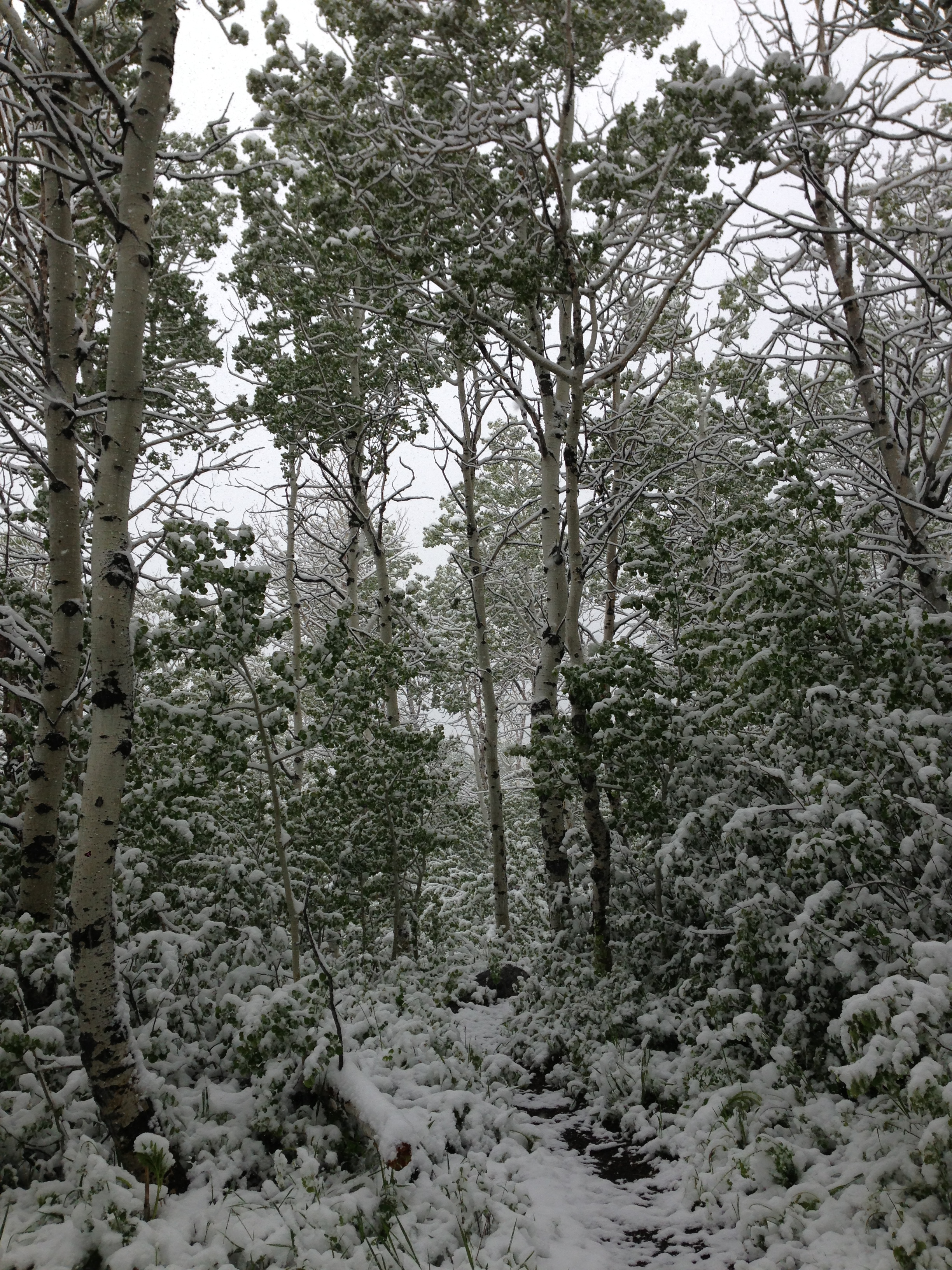
En su hábitat en invierno

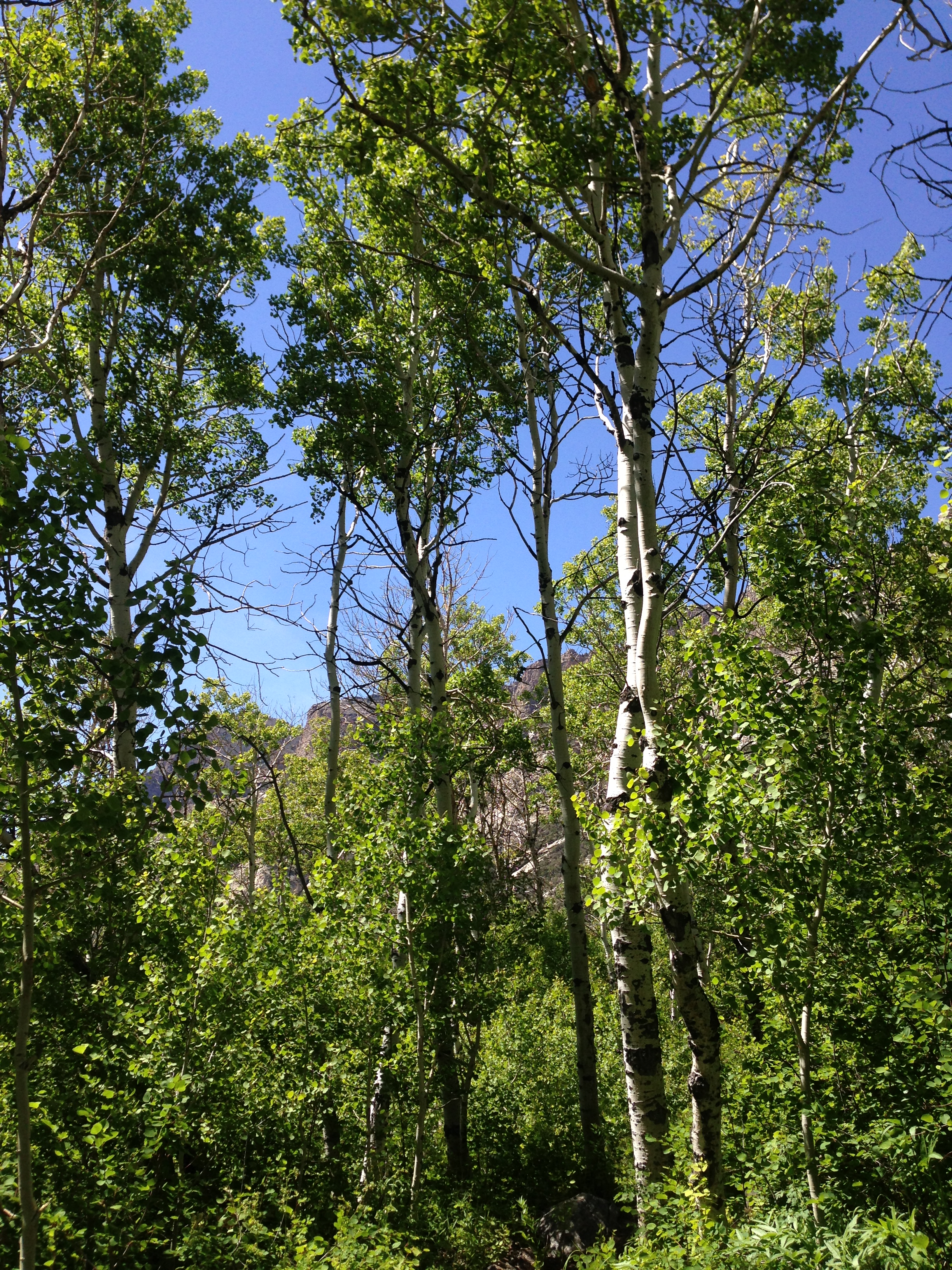
En su hábitat

## Distribución y hábitat
Es nativo de las áreas menos templadas de Norteamérica, con el límite norteño determinado por su intolerancia al permafrost. En Canadá se puede encontrar en todas las provincias y territorios, con la posible excepción de Nunavut. En EE. UU. aparece a bajas altitudes en regiones tan al sur como el norte de Nebraska e Indiana central. Más al oeste, crece a altitudes más elevadas en latitudes tan al sur como Guanajuato, México. En el oeste de EE. UU., este árbol raramente sobrevive a altitudes inferiores a 350 metros sobre el nivel del mar (m s. n. m.), debido a inviernos medios experimentados por debajo de dicha altitud. Generalmente se lo encuentra entre 1250 y 3000 m s. n. m.
El apelativo tremuloides hace referencia al estremecimiento o temblor de sus hojas, aun con la más leve brisa, debido a los achatados peciolos. Otras especies de Populus tienen peciolos achatados parcialmente a lo largo de su longitud, mientras el álamo temblón lo tiene achatado de lado a lado a lo largo de toda la longitud de los peciolos. Ese temblor de las hojas produce un sonido suave, que muchos consideran un sello de identidad de esta especie.

## Descripción
Es un árbol mediano, usualmente 20-25 m de adulto, con un tronco de 2-8 dm de diámetro; registros máximos midieron 37 m de altura y 14 dm de diámetro. Las hojas de los adultos son cercanamente redondeadas, 4-8 cm de diámetro con pequeños escotaduras redondeadas, 3-7 cm de longitud, peciolos achatados. Los árboles jóvenes los tienen mucho más largos (1-2 dm de long.), pareciendo hojas triangulares. Las flores tienen amentos de 4-6 cm de long, producidas temprano en la primavera antes que las hojas; es un árbol diclino dioico, con las flores masculinas y femeninas en diferentes árboles. El fruto son cápsulas de 1 dm de longitud, pendulares con un pedúnculo de 6 mm, cada cápsula contiene cerca de diez diminutas semillas embebidas en pelusa algodonosa, ayudando a la dispersión eólica luego de madurar a principios del verano.
Existen clones arbustivos enanos en ambientes marginales demasiado fríos y secos para albergar a los árboles grandes; por ejemplo, a elevaciones superiores limitantes en las Montañas Blancas, California.
Se propaga tanto por semillas como brotes de raíces, y el uso extensivo de colonias clonales es común. Cada colonia proviene de una madre, lográndose que todos sus árboles tengan idénticas características, y compartan la estructura radicular. Un clon puede poseer un color que toma más temprano o más tarde en el verano que sus vecinos distintos clones. Los tonos del verano usualmente oscilan en los amarillentos brillantes; en algunas áreas, los rojizos fuertes se ven ocasionalmente.
Como todos los fustes de una colonia clonal son parte de un mismo organismo, la colonia clonal Pando, es considerado el organismo viviente más grande y más viejo, de 6.000 t de masa y aproximadamente 80.000 años de antigüedad.
Las hojas del álamo temblón son alimento de gusanos de varias especies de lepidópteros. Véase Listado de lepidópteros que se alimentan de álamos (en inglés).

### Decesos
Hacia 1996, expertos estadounidenses notaron un incremento en el número de ejemplares muertos o agonizantes de esta especie. Dado que dicho incremento se fue acelerando, el debate sobre sus causas continuaba aún en 2004. No aparecían insectos, enfermedades o condiciones ambientales que específicamente identificaran la(s) causa(s). Ya hallaron árboles vivos adyacentes a uno muerto, o arboledas enteras o parciales muertas.
Muchas áreas del oeste de EE. UU. han experimentado un incremento en la mortalidad, frecuentemente atribuido al pastoreo excesivo por parte del ganado. En terrenos altos, donde los pastos pueden ser escasos y raros, el ganado devora los nuevos brotes de álamo temblón, impidiendo que lleguen a la madurez. En esos casos, el ganado pone en serio peligro la salud de la plantación. Como resultado, algunas alamedas situadas en la  proximidad de la zona de pastoreo se ven invadidas por coníferas, que el ganado no apetece. Al final, los árboles de coníferas compiten con los álamos debido a que éstos no pueden reproducirse por la falta de nuevos brotes. También las hierbas colonizan dichos terrenos.
Debido a que el mecanismo de regeneración vegetativa para reproducirse usado por los álamos es esencialmente clonal, presumiblemente comparten las mismas vulnerabilidades: la debilidad de uno es la de todo el grupo y, finalmente, la causa de la muerte de todos. Y comparten la floración conjunta, el brote de las hojas es simultáneo, etc en cada grupo parental. En una conferencia en Utah, en septiembre de 2006, se compartieron experiencias y futuras metodologías de investigación.
Resulta oportuno destacar la resistencia del álamo temblón al fuego. He aquí su estrategia. Sus raíces producen brotes de árboles nuevos hasta a 80 m de distancia. Si el fuego ocurre en invierno, la capa helada preserva a las raíces que vuelven a brotar. Y lo hacen muy rápidamente pues parten de un respaldo radicular ya establecido. Lo mismo ocurre en primavera ya que el suelo está encharcado. Por tanto el fuego favorece la preeminencia de esta especie frente a las coníferas. En cambio si el incendio se produce en verano, todos perecen.
.

## Taxonomía
Populus tremuloides fue descrita por  André Michaux    y publicado en Flora Boreali-Americana 2: 243. 1803.
Sinonimia
- Populus aurea Tidestr.
- Populus cercidiphylla Britt.
- Populus polygonifolia Bernard
- Populus tremula subsp. tremuloides (Michx.) Á.Löve & D.Löve
- Populus tremuloides var. aurea (Tidestr.) Daniels
- Populus tremuloides var. cercidiphylla (Britt.) Sudw.
- Populus tremuloides var. intermedia Vict.
- Populus tremuloides var. magnifica Vict.
- Populus tremuloides var. rhomboidea Vict.
- Populus tremuloides var. vancouveriana (Trel.) Sarg.
- Populus vancouveriana Trel.
- (enlace roto disponible en Internet Archive; véase el historial, la primera versión y la última).